# Hajjah (Qalqilya)
|  | Per a altres significats, vegeu «Hajja (desambiguació)». |

Hajjah (àrab: حجة, Ḥajja) és una vila palestina de la governació de Qalqilya, a Cisjordània, situada a 18 kilòmetres a l'oest de Nablus. Segons l'Oficina Central Palestina d'Estadístiques tenia 2.674 habitants el 2016. Hajjah és una paraula d'origen arameu que vol dir «mercat» o «societat».